# Copa União
De Copa União werd in 1987 gespeeld als alternatief voor de Série A, de hoogste voetbalcompetitie in Brazilië. De grote clubs waren ontevreden over het Braziliaanse competitiesysteem, waarin ook staatskampioenen uit kleinere competities mochten deelnemen aan de eindronde. Dertien clubs richten daarom de organisatie Clube dos 13 op om een nieuwe competitie op te richten. De Copa União werd gespeeld door de dertien leden van de nieuwe organisatie en drie uitgenodigde clubs, te weten Coritiba, Goiás en Santa Cruz.
De teams werden opgedeeld in twee groepen van acht. In de eerste fase speelden de teams van de ene groep één keer tegen alle teams van de andere groep, en in de tweede fasen speelden de teams binnen de groepen één keer tegen elkaar. De bovenste twee van elke groep gingen door naar de halve-finale, en de winnaars daarvan kwamen tegen elkaar uit in de finale. De halve-finale en finale werden gespeeld op basis van een uit- en thuiswedstrijd.
De Copa União werd als piratencompetitie niet erkend door de Braziliaanse en Zuid-Amerikaanse bonden. De CBF orgnaiseerde een eigen competitie, die ze Taça Roberto Gomes Pedrosa noemden, oftewel de gele module van de competitie. De Copa União werd zo bestempeld als de groene module. Na afloop van de competities werden de kampioen en vicekampioen van beide modules uitgenodigd voor een eindronde om de Braziliaanse landstitel, echter verzuimden Flamengo en nummer twee Internacional om deel te nemen. Hierdoor liepen beide clubs ook een deelname mis aan de Copa Libertadores van 1988.

## Copa União

### Eerste fase

#### Groep A
| Plaats | Club             | Wed. | W | G | V | Saldo | Ptn. |
| ------ | ---------------- | ---- | - | - | - | ----- | ---- |
| 1.     | Atlético Mineiro | 8    | 6 | 2 | 0 | 14:3  | 14   |
| 2.     | Grêmio           | 8    | 5 | 2 | 1 | 8:1   | 12   |
| 3.     | Palmeiras        | 8    | 4 | 1 | 3 | 6:7   | 9    |
| 4.     | Botafogo         | 8    | 2 | 5 | 1 | 6:4   | 9    |
| 5.     | Bahia            | 8    | 3 | 1 | 4 | 6:10  | 7    |
| 6.     | Flamengo         | 8    | 2 | 3 | 3 | 6:8   | 7    |
| 7.     | Santa Cruz       | 8    | 1 | 4 | 3 | 4:10  | 6    |
| 8.     | Corinthians      | 8    | 1 | 3 | 4 | 4:9   | 5    |

|  | Geplaatst voor de derde fase |

#### Groep B
| Plaats | Club          | Wed. | W | G | V | Saldo | Ptn. |
| ------ | ------------- | ---- | - | - | - | ----- | ---- |
| 1.     | Internacional | 8    | 4 | 2 | 2 | 10:2  | 10   |
| 2.     | Fluminense    | 8    | 3 | 3 | 2 | 7:6   | 9    |
| 3.     | Cruzeiro      | 8    | 1 | 6 | 1 | 4:5   | 8    |
| 4.     | Vasco da Gama | 8    | 3 | 1 | 4 | 10:7  | 7    |
| 5.     | Goiás         | 8    | 3 | 1 | 4 | 5:8   | 7    |
| 6.     | São Paulo     | 8    | 2 | 2 | 4 | 7:7   | 6    |
| 7.     | Coritiba      | 8    | 2 | 2 | 4 | 6:10  | 6    |
| 8.     | Santos        | 8    | 1 | 4 | 3 | 3:9   | 6    |

|  | Geplaatst voor de derde fase |

### Tweede fase

#### Groep A
| Plaats | Club             | Wed. | W | G | V | Saldo | Ptn. |
| ------ | ---------------- | ---- | - | - | - | ----- | ---- |
| 1.     | Atlético Mineiro | 7    | 4 | 3 | 0 | 7:2   | 11   |
| 2.     | Flamengo         | 7    | 4 | 2 | 1 | 10:4  | 10   |
| 3.     | Palmeiras        | 7    | 3 | 1 | 3 | 5:6   | 7    |
| 4.     | Botafogo         | 7    | 2 | 2 | 3 | 5:5   | 6    |
| 5.     | Grêmio           | 7    | 2 | 2 | 3 | 6:7   | 6    |
| 6.     | Bahia            | 7    | 1 | 4 | 2 | 5:8   | 6    |
| 7.     | Santa Cruz       | 7    | 2 | 1 | 4 | 6:10  | 5    |
| 8.     | Corinthians      | 7    | 1 | 3 | 3 | 5:7   | 5    |

|  | Geplaatst voor de derde fase |

#### Groep B
| Plaats | Club          | Wed. | W | G | V | Saldo | Ptn. |
| ------ | ------------- | ---- | - | - | - | ----- | ---- |
| 1.     | Cruzeiro      | 7    | 5 | 2 | 0 | 12:1  | 12   |
| 2.     | São Paulo     | 7    | 5 | 1 | 1 | 14:5  | 11   |
| 3.     | Fluminense    | 7    | 3 | 2 | 2 | 7:6   | 8    |
| 4.     | Coritiba      | 7    | 2 | 2 | 3 | 9:12  | 6    |
| 5.     | Vasco da Gama | 7    | 2 | 2 | 3 | 7:11  | 6    |
| 6.     | Santos        | 7    | 1 | 3 | 3 | 4:8   | 5    |
| 7.     | Internacional | 7    | 1 | 2 | 4 | 2:8   | 4    |
| 8.     | Goiás         | 7    | 0 | 4 | 3 | 3:7   | 4    |

|  | Geplaatst voor de derde fase |

### Tweede fase
|  | halve finale     | halve finale | halve finale | halve finale |  |               | finale | finale | finale | finale |
|  |                  |              |              |              |  |               |        |        |        |        |
|  |                  |              |              |              |  |               |        |        |        |        |
|  | Flamengo         | 1            | 3            | 4            |  |               |        |        |        |        |
|  | Atlético Mineiro | 0            | 2            | 2            |  |               |        |        |        |        |
|  |                  |              |              |              |  | Flamengo      | 1      | 1      | 2      |        |
|  |                  |              |              |              |  | Internacional | 1      | 0      | 1      |        |
|  | Internacional    | 1            | 3            | 4            |  |               |        |        |        |        |
|  | Cruzeiro         | 0            | 2            | 2            |  |               |        |        |        |        |

### Kampioen
| Copa União de 1987           |
| Rio de Janeiro               |
| ---------------------------- |
| FLAMENGO Kampioen (1° titel) |